# インド連合ムスリム連盟

党旗

投票用紙に描かれる政党識別シンボル

インド連合ムスリム連盟（マラヤーラム語:ഇന്ത്യൻ യൂണിയൻ മുസ്ലിം ലീഗ്、英語:Indian Union Muslim League、[略称:IUML]）は、インドの政党。1948年に全インド・ムスリム連盟（前年に分離したパキスタンの主要政党となった）の流れで創設。現在は主にケララ州のムスリムを基盤とする政党だが、隣接するタミル・ナードゥ州にも若干の影響力を持つ。世俗主義を掲げるインド国民会議と提携しており（統一進歩同盟の一員である）、ケララ州に勢力を持つインド共産党マルクス主義派とは対立関係にある。またタミル・ナードゥ州ではドラーヴィダ進歩党と提携関係にある。なおインドの社会的少数派としてのムスリムを軸とする政党であり、イスラム主義を掲げる宗教政党ではない。